# Тульговичи (Хойникский район)
Тульговичи (бел. Тульгавічы) — деревня в Судковском сельсовете Хойникского района Гомельской области Республики Беларусь.

## География
В 30 км на юго-запад от районного центра Хойники и железнодорожной станции в этом городе, расположенной на ветке Василевичи — Хойники, отходящей от линии Брест — Гомель, в 133 км от Гомеля.

### Гидрография
Река Вить (приток реки Припять).

## Транспортная система
Транспортная связь по просёлочной, а затем по автодороге Хойники — Ломачи.
В деревне 8 жилых домов (2004 год).
Планировка состоит из дугообразной улицы с широтной ориентацией, к центру которой примыкают 2 прямолинейные параллельные между собой улицы. Жилые дома преимущественно деревянные усадебного типа.

## Экология и природа
В начале 1930-х годов возле деревни было выявлено месторождение железных руд полесского характера.

## История
Впервые деревня упомянута в привилее короля Александра князю Василию Мунче на «село Тулеговичи в Мозырскомъ повете», который датирован 24 мая 1506 года. На то время это было Киевское воеводство Великого Княжества Литовского. Очень скоро, 26 мая 1508 г. имение князя Мунчи, поддержавшего мятеж князя Михаила Глинского, было отдано королём Жигимонтом Старым господарскому дьяку Васку Петровичу. Из описания Мозырского замка 1552 г. видно, что уже в 1512 г. Тульговичами в качестве выслуги владели новогрудские земяне Заройские, которые накануне составления документа продали село з пятнадцатью человеками пану Герасиму Колонтаю.
В 1567 году Тульговичи пана Стефана Ловейко должны были выделить ополченцев для формирования вооружённых отрядов ВКЛ. С середины 1569 г. Тульговичи в составе Мозырского повета вошли в Минское воеводство. Шляхтичи Ловейко владели Тульговичами ещё и в 1622 г.
С конца XVII в. и до кассации ордена в 1773 г. Тульговичи принадлежали юровичским иезуитам. Претензии соседних панов Обуховичей они успешно опротестовывали в судах.
После второго раздела Речи Посполитой в 1793 году в составе Российской империи. В 1795 году в Тульговичах действовала Свято-Георгиевская церковь. Поблизости производилась выплавка железа. Занимались этим жители соседнего селения Рудня, известного с 1790 г. из записи в метрических книгах Юровичского костёла о бракосочетании Мацея и Прокседы Шатило. В 1845 г. составлен был инвентарь имения Тульговичи панов Солтанов. В пореформенный период село относилось к Юровичской волости Речицкого повета Минской губернии. В 1873 году вместо старой была построена новая деревянная церковь, которая в следующем году сгорела. Поэтому, как сказано в справочнике 1879 года, приходскую церковь некоторое время заменяла приписная Свято-Троицкая церковь в селе Кожушки. В 1889 году имение Тульговичи принадлежало Адольфу (610 десятин), Николаю (600 дес.), Оттону (629 дес.), Евгении (624 дес.) Солтанам.
В 1897 году в деревне находились церковно-приходская школа, хлебозапасный магазин, ветряная и конная мельницы, корчма. Рядом располагалась деревня Тульговичская Рудня, в которой было 26 дворов и 87 жителей. В результате пожара 8 мая 1899 года в Тульговичах сгорел 51 двор. В 1911 году имение Тульговичи было во владении Мечислава, Иордана, Константина, сыновей Николая, Пересвет-Солтанов (у всех по 454 десятины), у Бронислава, сына Николая, Пересвет-Солтана — 218 десятин.
С 8 декабря 1926 года до 1986 года центр Тульговичского сельсовета Хойникского района Речицкого, с 9 июня 1927 года Мозырского (до 26 июля 1930 года) округов, с 20 февраля 1938 года Полесской, с 8 января 1954 года Гомельской областей.
В 1930 году в деревне работали кузница, паровая мельница и сталеплавильня.
В 1930 году организованы колхозы «Красномайск» и «Красный Октябрь».
Во время Великой Отечественной войны возле деревни в мае 1943 года партизаны вели тяжёлый бой против карателей, нанеся им большой урон. В июне 1943 года партизанами был уничтожен немецкий гарнизон, располагавшийся в деревне. Карателями деревня была частично уничтожена и убито 22 жителя. На фронтах погибли 186 жителей. Деревня освобождена 25 ноября 1943 года.
С 1959 года деревня являлась центром колхоза имени А. С. Жданова. В состав колхоза входили деревни Буда, Ломачи и Ломыш. Размещались комбинат бытового обслуживания, лесничество, средняя школа, Дом культуры, библиотека, ветеринарный участок, отделение связи, 3 магазина, участковая больница.
До Великой Отечественной войны в состав Тульговичского сельсовета входил посёлок Красномайск сожжённый в мае 1943 года оккупантами (28 дворов). Посёлок, после войны, не отстраивался. В 1995 года деревня Тульговичи была выселена после аварии на Чернобыльской АЭС.
31 декабря 2009 года Дворищанский сельсовет  переименован в Судковский.

## Население

### Численность
- 2021 год — 1 житель, 1 хозяйство

### Динамика
- 1795 год — 380 жителей, 58 дворов
- 1885 год — 329 жителей, 63 двора
- 1897 год — 630 жителей, 87 дворов (согласно переписи)
- 1908 год — 833 жителя, 123 двора
- 1959 год — 1134 жителя (согласно переписи)
- 2004 год — 9 жителей, 8 дворов
- 2013 год — 3 жителя, 3 двора
- 2021 год — 1 житель, 1 хозяйства
- 2022 год — 0 житель, 0 хозяйства

## Достопримечательность
- Памятник партизанам союза С. А. Ковпака. В 1943 году партизаны союза С. А. Ковпака в бою с немецко-фашистскими захватчиками подбили 9 танков, уничтожили около 1500 солдат и офицеров противника и вышли из окружения. В 1969 году на месте сражения, на западном краю деревни, установлена стела.
- Памятник землякам (352 жителя), которые погибли в Великой Отечественной войне. В 1985 году около здания сельсовета установлен обелиск.
- Место сожжённого посёлка Красномайск (дорога Тульговичи—Ломыш). Посёлок Красномайск был сожжен немецко-фашистскими захватчиками в 1943 году (28 дворов). Располагался через 3 км на запад от деревни Тульговичи. После войны посёлок не возродился. В 1975 году установлена стела.

## Известные уроженцы
- Акуленко Михаил Александрович — государственный и политический деятель